# Stanisław Szozda

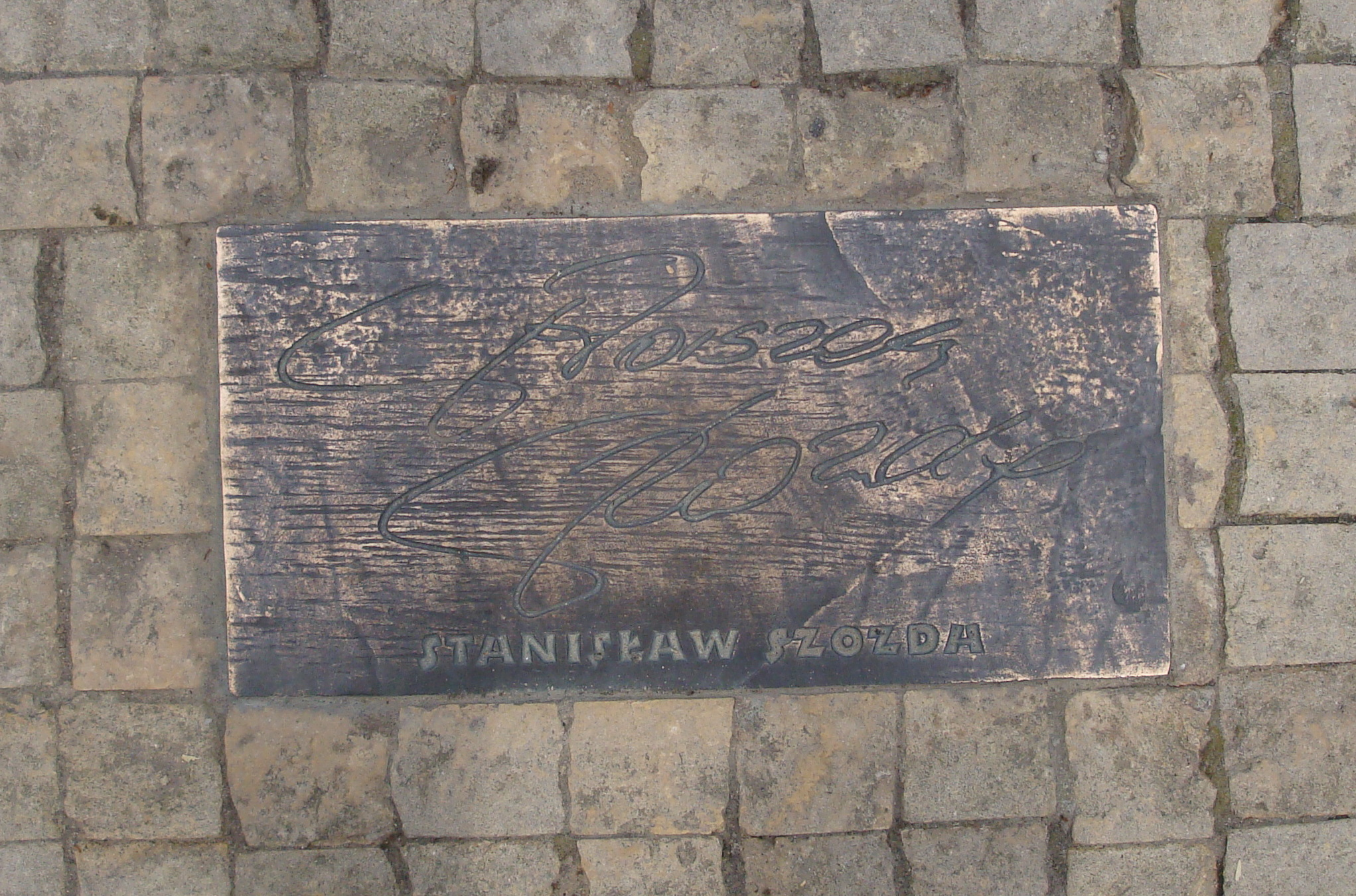
Plaat ter ere van Stanisław Szozda

Stanisław Szozda (Dobromierz, 25 september 1950 – Wrocław, 23 september 2013) was een Pools wielrenner.

## Belangrijkste overwinningen
1971

- 2e, 3e en 7e rit en eindstand Ronde van Polen
- Wereldkampioenschap 100 km ploegentijdrit

1972
- 100 km ploegentijdrit op de Olympische Zomerspelen

1973
- Wereldkampioenschap 100 km ploegentijdrit
- Kampioen van Polen op de weg
- 5e rit in de Ronde van Polen
- 4e en 8e rit in de Vredeskoers
- Ronde van Algerije
- Wereldkampioenschappen op de weg voor amateurs

1974
- Ronde van Bretagne
- Wielerweek van Lombardije
- 3e en 8e rit in de Ronde van Polen
- 5e, 8e, 9e, 10e, 11e en 13 rit én eindstand in de Vredeskoers.

1975
- Wereldkampioenschap 100 km ploegentijdrit
- 9e rit in de Vredeskoers

1976
- Małopolski Wyścig Górski
- Proloog, 2e, 6e en 9e rit in de Vredeskoers
- 7e en 12e rit in de Ronde van Cuba
- Proloog en 1e rit in de Ronde van Polen
- 100 km ploegentijdrit op de Olympische Zomerspelen

1977
- Szlakiem Grodòw Piastowskich
- Proloog en 9e rit in Ronde van Oostenrijk
- Wereldkampioenschap 100 km ploegentijdrit

1978
- 1e rit in de Vredeskoers

Szozda beëindigde in 1978 zijn loopbaan en ging nadien als coach aan de slag in de Verenigde Staten.

## Onderscheiding
- Hij werd geridderd in de Orde Polonia Restituta.